# Nathaniel Chalobah
Nathaniel Nyakie Chalobah (Freetown, 12 dicembre 1994) è un calciatore sierraleonese naturalizzato inglese, difensore o centrocampista dello Sheffield Weds.

## Biografia
Nato in Sierra Leone, è il fratello maggiore di Trevoh Chalobah, a sua volta calciatore.

## Caratteristiche tecniche
Chalobah è conosciuto per la sua versatilità, per la sua abilità di essere un leader e la conoscenza tattica sia nella fase offensiva che in quella difensiva. È descritto come: "Alto, atletico, sa gestire bene la palla, è difficile metterlo sotto pressione sia quando gioca in difesa che a centrocampo, è bravo nei tackle e nell'effettuare passaggi. Il suo ruolo naturale è quello di mediano davanti alla difesa ma può giocare anche come mezzala, ha ricoperto anche la posizione di difensore centrale.

## Carriera

### Club

#### Chelsea
Nato a Freetown in Sierra Leone, Chalobah si aggrega alle giovanili del Chelsea nella stagione 2010-2011. In questa prima stagione (che si conclude con la loro vittoria), Nathaniel non riesce a trovare spazio anche a causa dei suoi impegni scolastici. Nella stagione successiva diventa titolare fisso arrivando anche ad allenarsi e ad essere messo tra le riserve della prima squadra. Durante questa stagione vince la FA Cup delle giovanili.
Nel gennaio 2011 ha siglato un contratto con il Chelsea subito dopo aver compiuto i 17 anni, fino all'estate del 2014. Nonostante tutto aveva già fatto parte del gruppo come riserva anche quando aveva solo 15 anni, come nell'occasione del match contro il Newcastle valido per la coppa di lega. È stato anche uno dei convocati per la finale di Champions League 2011-2012 contro il Bayern Monaco, ma anche in questa occasione non scese in campo.

#### Prestiti: Watford, Nottingham Forest, Middlesbourgh, Burnley e Reading
Chalobah è andato in prestito al Watford, squadra militante nella Championship, la seconda divisione inglese, il 31 agosto 2012, durante l'ultimo giorno della sessione estiva, fino a gennaio 2013. Ha fatto il suo debutto il 18 settembre contro il Brighton & Hove Albion entrando come sostituto al 73º al posto di Fernando Forestieri. Il 23 settembre fa il suo debutto dal primo minuto nella partita pareggiata 2-2 contro il Bristol City. Al termine della stagione fa ritorno al Chelsea.
Il 19 settembre 2013 Chalobah firma un contratto con il Nottingham Forest fino al 15 giugno dell'anno successivo. L'allenatore della squadra (Billy Davies) lo definirà come un "talento straordinario". Chalobah debutta come titolare due giorni dopo il trasferimento e segna il suo primo gol il 26 ottobre 2013 nella sconfitta per 3-1 contro il Yeovil Town. Nonostante il buon inizio di campionato con la maglia dei Tricky Trees il 16 gennaio 2014 passa in prestito al Middlesbrough per la restante parte della stagione. A fine annata colleziona complessivamente 31 presenze e 3 reti.
Nell'estate del 2014 viene ceduto sempre in prestito al Burnley, in Premier League, dove colleziona 4 presenze fino a gennaio, quando si trasferisce a titolo temporaneo al Reading, con cui colleziona 15 presenze e una rete nella seconda serie inglese.

#### Napoli e rientro al Chelsea
Il 31 agosto 2015 passa a titolo temporaneo al Napoli, in Serie A. Il 1º ottobre seguente esordisce in Europa League a Varsavia subentrando all'85' ad Allan nel match tra Napoli e Legia Varsavia, valevole per la seconda giornata del girone. Il 10 dicembre 2015 segna il suo primo gol con il Napoli nel match di ritorno contro il Legia Varsavia. Il 6 gennaio 2016 esordisce in campionato nel match contro il Torino, subentrando nei minuti finali a Marek Hamšík.
Rientrato al Chelsea dopo avere trovato poco spazio con i campani, vince la Premier League 2016-2017 collezionando 10 presenze in campionato e 15 complessive in stagione.

#### Watford
Il 13 luglio 2017 passa a titolo definitivo al Watford, club dove aveva già militato in prestito nella stagione 2012-2013.
Il 26 settembre 2017 subisce un grave infortunio al ginocchio dopo un allenamento, che lo obbligherà a sottoporsi ad un'operazione chirurgica. Ritorna in campo nel finale dell’ultima partita di campionato contro il Manchester United, persa per 1-0.

#### Fulham e West Bromwich
Il 31 agosto 2021, a distanza di 16 anni, fa ritorno al Fulham.
Il 31 gennaio 2023 viene ceduto a titolo definitivo al West Bromwich.

### Nazionale
Ha fatto il suo debutto per la nazionale U-16 nell'ottobre del 2008 quando ancora era tredicenne. L'anno successivo passò all'U-17 con la quale vinse il campionato europeo giovanile, per poi divenirne capitano a 15 anni. Ha fatto il suo debutto nella selezione U-19 nel settembre 2011; ed è il capitano della squadra. Chalobah è stato chiamato l'8 novembre 2012 nella U-21 per il match contro l'Irlanda del Nord. Farà il suo debutto con questa maglia il 13 novembre sostituendo al 76º minuto Jordan Henderson.
Chiusa l'esperienza in Under-21 con 40 presenze e una rete all'attivo, il 24 agosto 2017 viene convocato per la prima volta nella Nazionale maggiore. Debutta con quest'ultima il 15 ottobre 2018 nel successo per 2-3 in casa della Spagna.

## Statistiche

### Presenze e reti nei club
Statistiche aggiornate al 18 aprile 2023.
| Stagione        | Squadra           | Campionato      | Campionato | Campionato | Coppe nazionali | Coppe nazionali | Coppe nazionali | Coppe continentali | Coppe continentali | Coppe continentali | Altre coppe | Altre coppe | Altre coppe | Totale | Totale |
| Stagione        | Squadra           | Comp            | Pres       | Reti       | Comp            | Pres            | Reti            | Comp               | Pres               | Reti               | Comp        | Pres        | Reti        | Pres   | Reti   |
| --------------- | ----------------- | --------------- | ---------- | ---------- | --------------- | --------------- | --------------- | ------------------ | ------------------ | ------------------ | ----------- | ----------- | ----------- | ------ | ------ |
| 2012-2013       | Watford           | FLC             | 38+3       | 5          | FACup+CdL       | 1+0             | 0               | -                  | -                  | -                  | -           | -           | -           | 42     | 5      |
| 2013-gen. 2014  | Nottingham Forest | FLC             | 12         | 2          | FACup+CdL       | 0               | 0               | -                  | -                  | -                  | -           | -           | -           | 12     | 2      |
| gen.-giu. 2014  | Middlesbrough     | FLC             | 19         | 1          | FACup+CdL       | -               | -               | -                  | -                  | -                  | -           | -           | -           | 19     | 1      |
| 2014-gen. 2015  | Burnley           | PL              | 4          | 0          | FACup+CdL       | 0               | 0               | -                  | -                  | -                  | -           | -           | -           | 4      | 0      |
| gen.-giu. 2015  | Reading           | FLC             | 15         | 1          | FACup+CdL       | 5+0             | 0               | -                  | -                  | -                  | -           | -           | -           | 20     | 1      |
| 2015-2016       | Napoli            | A               | 5          | 0          | CI              | 1               | 0               | UEL                | 3                  | 1                  | -           | -           | -           | 9      | 1      |
| 2016-2017       | Chelsea           | PL              | 10         | 0          | FACup+CdL       | 3+2             | 0               | -                  | -                  | -                  | -           | -           | -           | 15     | 0      |
| 2017-2018       | Watford           | PL              | 6          | 0          | FACup+CdL       | 0               | 0               | -                  | -                  | -                  | -           | -           | -           | 6      | 0      |
| 2018-2019       | Watford           | PL              | 9          | 0          | FACup+CdL       | 2+2             | 0               | -                  | -                  | -                  | -           | -           | -           | 13     | 0      |
| 2019-2020       | Watford           | PL              | 22         | 0          | FACup+CdL       | 1+3             | 1+0             | -                  | -                  | -                  | -           | -           | -           | 26     | 1      |
| 2020-2021       | Watford           | FLC             | 38         | 3          | FACup+CdL       | 1+1             | 0               | -                  | -                  | -                  | -           | -           | -           | 40     | 3      |
| Totale Watford  | Totale Watford    | Totale Watford  | 113+3      | 8          |                 | 11              | 1               |                    | -                  | -                  |             | -           | -           | 127    | 9      |
| 2021-2022       | Fulham            | FLC             | 20         | 0          | FACup+CdL       | 2+0             | 0               | -                  | -                  | -                  | -           | -           | -           | 22     | 0      |
| 2022-gen. 2023  | Fulham            | PL              | 4          | 0          | FACup+CdL       | 1+1             | 0+0             | -                  | -                  | -                  | -           | -           | -           | 6      | 0      |
| Totale Fulham   | Totale Fulham     | Totale Fulham   | 24         | 0          |                 | 4               | 0               |                    | -                  | -                  |             | -           | -           | 28     | 0      |
| gen.-giu. 2023  | West Bromwich     | FLC             | 13         | 0          | FACup+CdL       | 13              | 0               | -                  | -                  | -                  | -           | -           | -           | 13     | 0      |
| Totale carriera | Totale carriera   | Totale carriera | 218        | 12         |                 | 26              | 1               |                    | 3                  | 1                  |             | 0           | 0           | 247    | 14     |

### Cronologia presenze e reti in nazionale
| Cronologia completa delle presenze e delle reti in nazionale ― Inghilterra | Cronologia completa delle presenze e delle reti in nazionale ― Inghilterra | Cronologia completa delle presenze e delle reti in nazionale ― Inghilterra | Cronologia completa delle presenze e delle reti in nazionale ― Inghilterra | Cronologia completa delle presenze e delle reti in nazionale ― Inghilterra | Cronologia completa delle presenze e delle reti in nazionale ― Inghilterra | Cronologia completa delle presenze e delle reti in nazionale ― Inghilterra | Cronologia completa delle presenze e delle reti in nazionale ― Inghilterra |
| Data                                                                       | Città                                                                      | In casa                                                                    | Risultato                                                                  | Ospiti                                                                     | Competizione                                                               | Reti                                                                       | Note                                                                       |
| -------------------------------------------------------------------------- | -------------------------------------------------------------------------- | -------------------------------------------------------------------------- | -------------------------------------------------------------------------- | -------------------------------------------------------------------------- | -------------------------------------------------------------------------- | -------------------------------------------------------------------------- | -------------------------------------------------------------------------- |
| 15-10-2018                                                                 | Siviglia                                                                   | Spagna                                                                     | 2 – 3                                                                      | Inghilterra                                                                | UEFA Nations League 2018-2019 - 1º turno                                   | -                                                                          | 90’                                                                        |
| Totale                                                                     |                                                                            | Presenze                                                                   | 1                                                                          |                                                                            | Reti                                                                       | 0                                                                          |                                                                            |

## Palmarès

### Club
- Campionato inglese: 1

Chelsea: 2016-2017
- Campionato inglese di seconda divisione: 1

Fulham: 2021-2022

### Nazionale
- Campionato d'Europa Under-17: 1

Liechtenstein 2010